# Верное (Амурская область)
Ве́рное — село в Серышевском районе Амурской области России. Входит в состав Украинского сельсовета.

## История
Основано в 1904 году. До 1913 года село называлось Сосновый Бор по расположенному рядом небольшому сосновому бору. Современное название дано в знак верности амурчан короне Российской империи и императору Николаю II.

## География
Село находится в 13 км к юго-востоку от автотрассы Чита — Хабаровск, на расстоянии 25 км (через село Украинка) к северо-востоку от посёлка городского типа Серышево, административного центра района.
От села Верное на север идёт дорога к селу Лермонтово, на северо-восток — к селу Лиманное, а на юго-восток — к селу Сосновка.

## Население
| 2002 | 2010 | 2012 | 2013 | 2014 | 2015 | 2016 |
| ---- | ---- | ---- | ---- | ---- | ---- | ---- |
| 282  | ↘182 | ↘180 | ↘164 | ↘160 | ↘158 | ↘149 |
| 2017 | 2018 |      |      |      |      |      |
| ↘143 | ↘129 |      |      |      |      |      |

## Улицы
В селе имеются две улицы: Октябрьская и Партизанская.

## Экономика
Сельскохозяйственные предприятия Серышевского района.

## Инфраструктура
В 1 км от села расположен заброшенный военный городок Орловка (Серышево-4), в 6 км — недействующий одноименный аэродром.